# W naszych czasach
W naszych czasach (ang. In Our Time) – zbiór opowiadań Ernesta Hemingwaya, stanowiących zarazem debiut tego pisarza. Zostały wydane w niskim nakładzie (170 egzemplarzy) w Paryżu w 1924, a w następnym roku w Stanach Zjednoczonych.